# Aa schickendanzii
Aa schickendanzii је врста из рода орхидеја Aa из породице Orchidaceae, која је пореклом из Аргентине. Први пут је описана 1920. године, од стране Friedrich Richard Rudolf Schlechterа.